# Pyrola picta
Pyrola picta là một loài thực vật có hoa trong họ Thạch nam. Loài này được Sm. miêu tả khoa học đầu tiên năm 1819.

## Hình ảnh

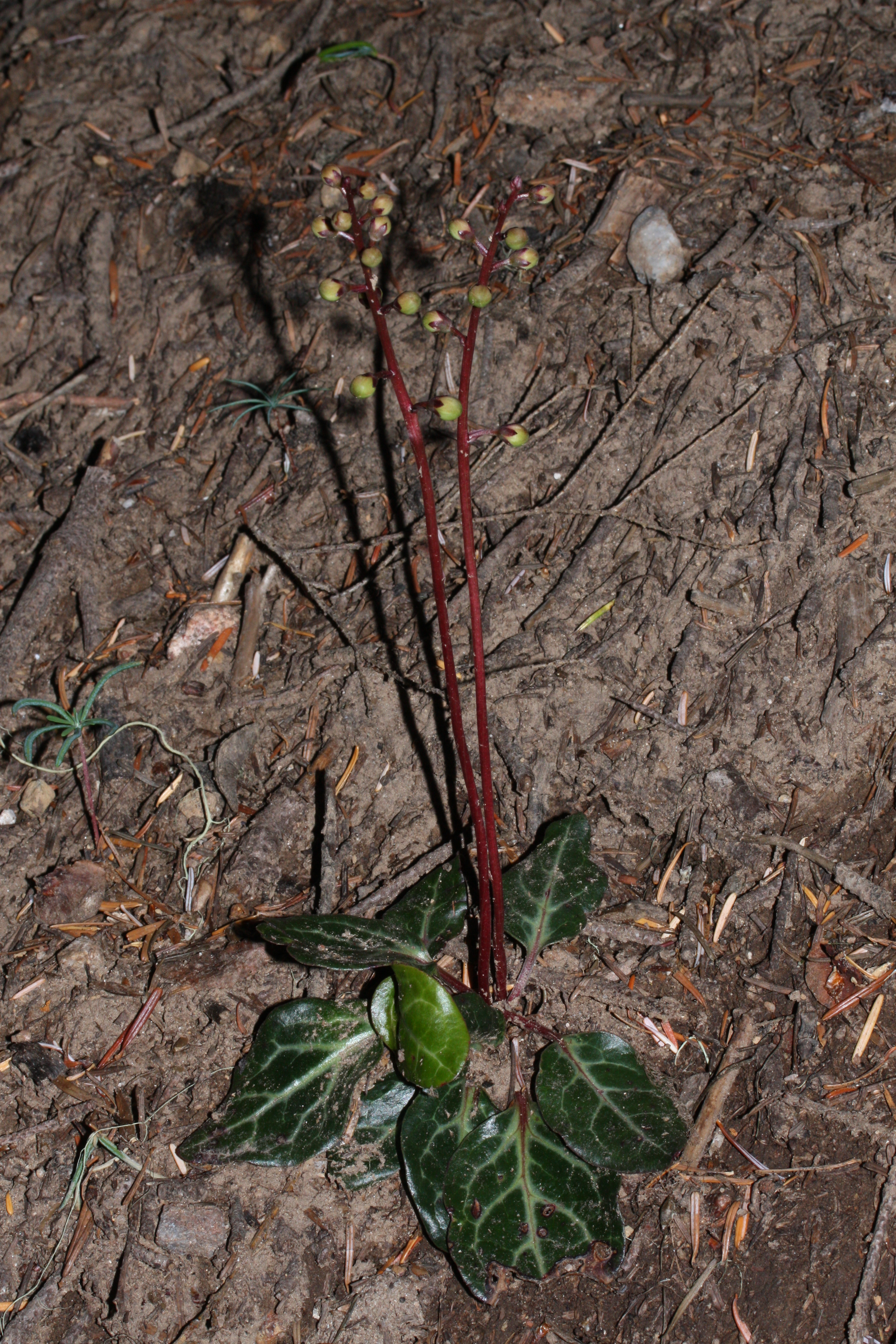
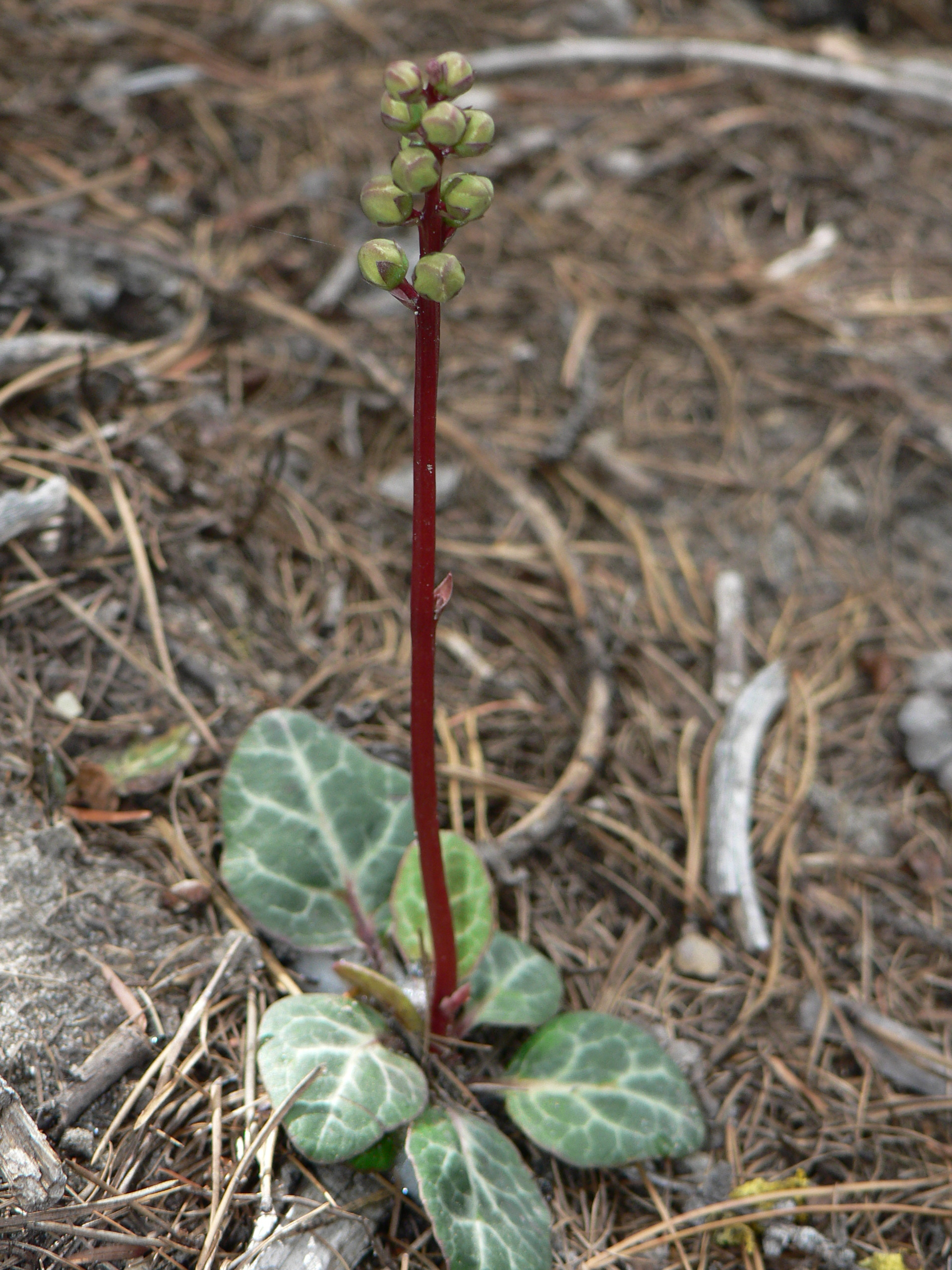
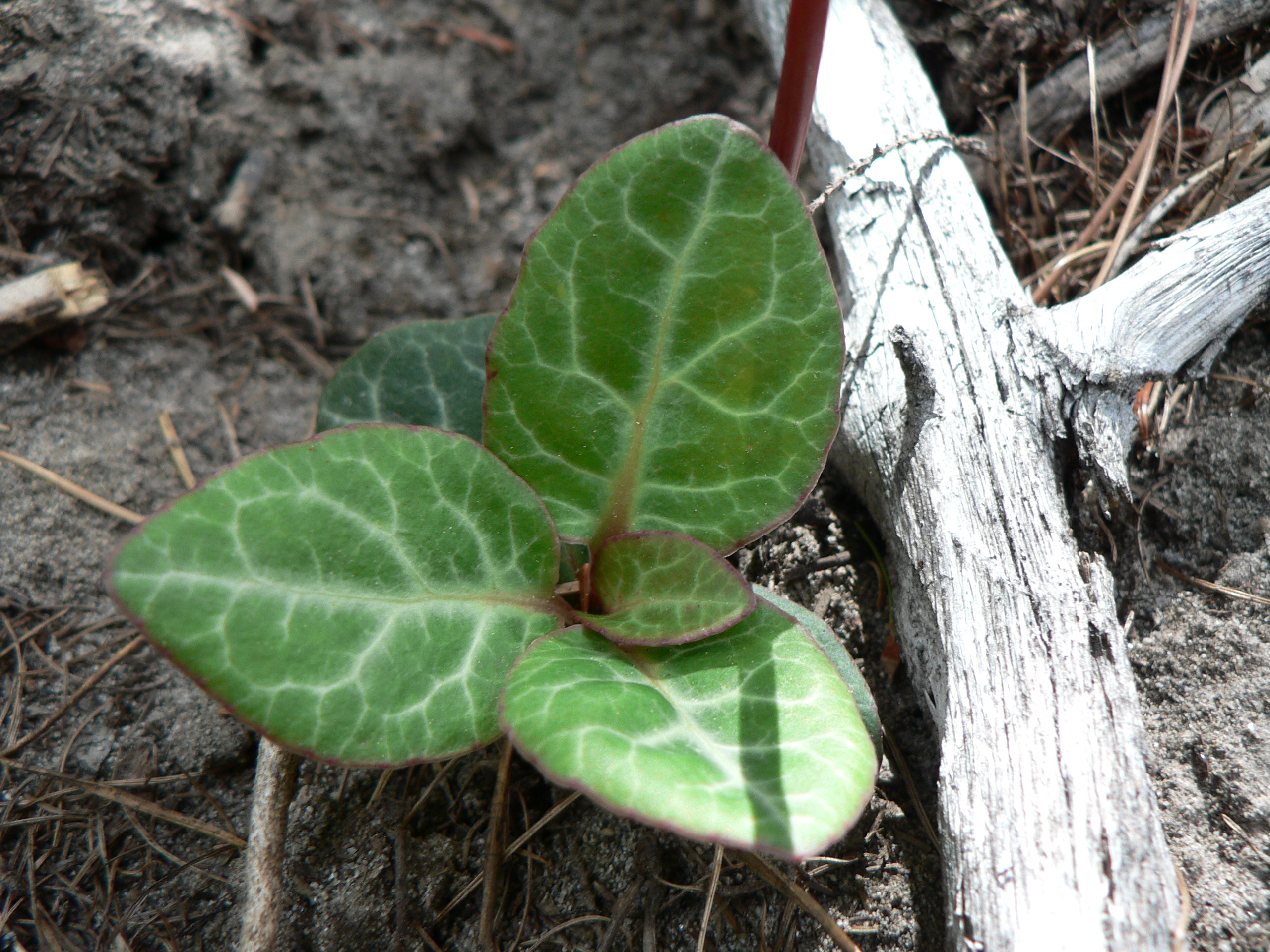
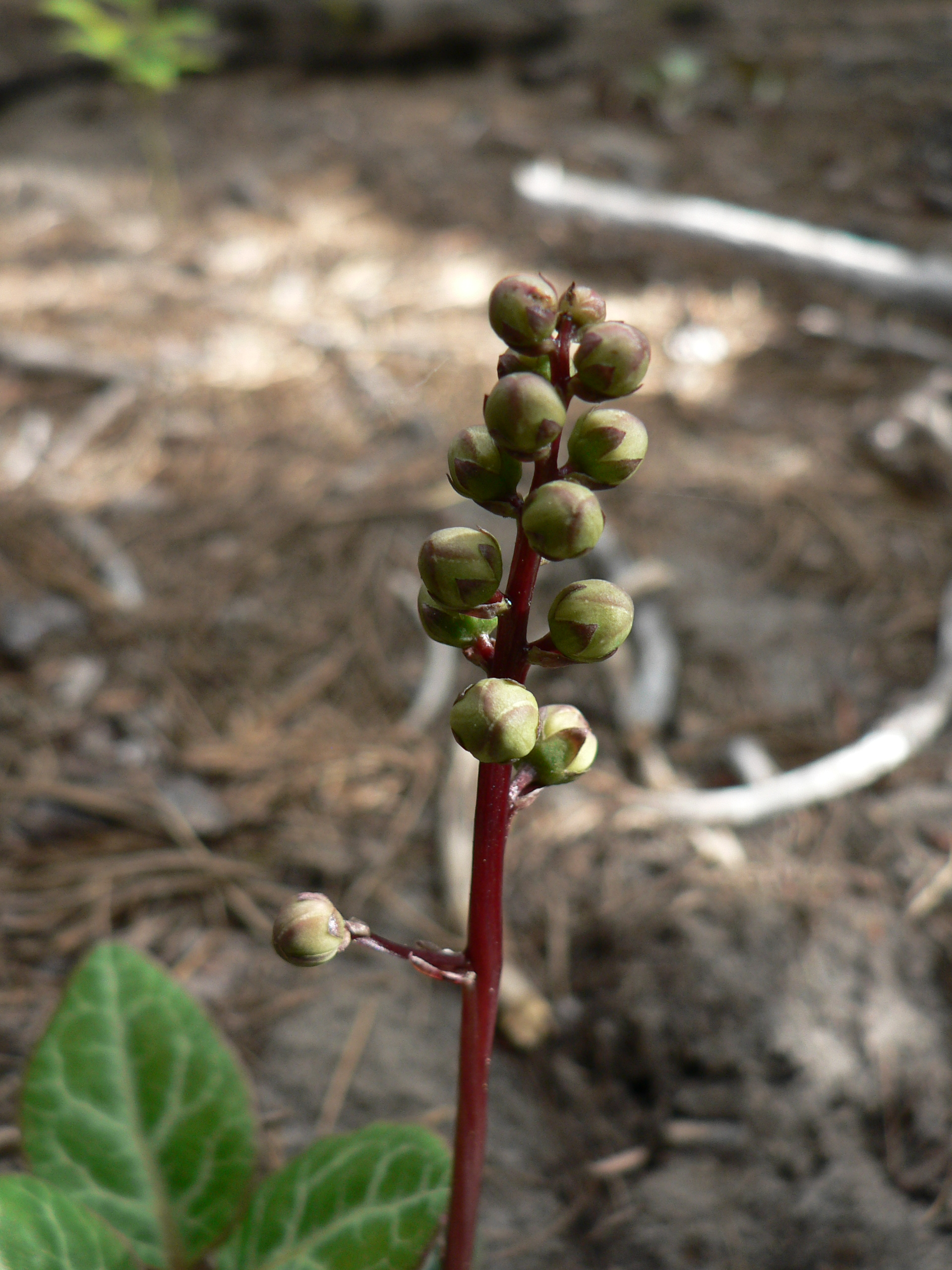